# Whitesville (Virginia Occidental)
Whitesville es un pueblo ubicado en el condado de Boone en el estado estadounidense de Virginia Occidental. En el Censo de 2010 tenía una población de 514 habitantes y una densidad poblacional de 599,57 personas por km².

## Geografía
Whitesville se encuentra ubicado en las coordenadas 37°58′47″N 81°32′5″O / 37.97972, -81.53472. Según la Oficina del Censo de los Estados Unidos, Whitesville tiene una superficie total de 0.86 km², de la cual 0.8 km² corresponden a tierra firme y (7.25%) 0.06 km² es agua.

## Demografía
Según el censo de 2010, había 514 personas residiendo en Whitesville. La densidad de población era de 599,57 hab./km². De los 514 habitantes, Whitesville estaba compuesto por el 98.05% blancos, el 0.19% eran afroamericanos, el 0% eran amerindios, el 0% eran asiáticos, el 0% eran isleños del Pacífico, el 0% eran de otras razas y el 1.75% pertenecían a dos o más razas. Del total de la población el 0% eran hispanos o latinos de cualquier raza.